# Кубухай
Кубухай — село в Ононском районе Забайкальского края России. Входит в состав сельского поселения «Большевистское».

## География
Село находится в северной части района, на правом берегу реки Онон, вблизи места впадения в неё реки Дурулгуйки, на расстоянии примерно 20 километров (по прямой) к западу от села Нижний Цасучей. Абсолютная высота — 648 метров над уровнем моря.
Климат
Климат характеризуется как резко континентальный, с продолжительной морозной зимой и коротким тёплым летом. Среднегодовая температура воздуха составляет −1,8 — −1,4 °С. Средняя многолетняя температура самого холодного месяца (января) составляет −26 — −24 °С (абсолютный минимум — −52 °С), температура самого тёплого (июля) — 18 — 20 °С (абсолютный максимум — 40 °С). Среднегодовое количество осадков — 200—400 мм.
Часовой пояс
Село Кубухай находится в часовой зоне МСК+6. Смещение применяемого времени относительно UTC составляет +9:00.

## История
Основано в 1757 году. Во второй половине 1880-х годов при сельской церкви была открыта школа. В период коллективизации была создана артель «МОПР» (позднее — коммуна им. И. В. Сталина, колхоз им. Ильича).

## Население
| 1989 | 2002 | 2010 | 2021 |
| ---- | ---- | ---- | ---- |
| 636  | ↘577 | ↘452 | ↘320 |

Половой состав
По данным Всероссийской переписи населения 2010 года в гендерной структуре населения мужчины составляли 48,9 %, женщины — соответственно 51,1 %.
Национальный состав
Согласно результатам переписи 2002 года, в национальной структуре населения русские составляли 97 % из 577 чел.

## Инфраструктура
В селе функционируют основная общеобразовательная школа и фельдшерско-акушерский пункт.

## Улицы
Уличная сеть села состоит из пяти улиц: Ленина, Молодёжная, Нагорная, Лесная, Химовская.